# Résolution 1120 du Conseil de sécurité des Nations unies
La résolution 1120 du Conseil de sécurité des Nations unies est adoptée à l'unanimité le 14 juillet 1997. Après avoir rappelé les précédentes résolutions sur la Croatie, notamment la résolution 1023 (1995), 1025 (1995), 1037 (1996), 1043 (1996), 1069 (1996) et 1079 (1996), le Conseil proroge le mandat de l'Administration transitoire des Nations unies pour la Slavonie orientale, la Baranja et le Srem occidental (ATNUSO) jusqu'au 15 janvier 1998.
Les régions croates orientales de Slavonie, Baranja (en) et Syrmie occidentale étaient gouvernées par la mission des Nations unies, l'ATNUSO. Dans le cadre d'un accord avec la communauté serbe locale de ces régions, la sécurité de tous les citoyens était une priorité. Il est important que le gouvernement de Croatie permette aux réfugiés et aux personnes déplacées de rentrer chez eux en toute sécurité. Les droits de l'homme dans la région, y compris ceux des minorités ethniques, ne sont pas respectés et il y a un manque de coopération avec le Tribunal pénal international pour l'ex-Yougoslavie. L'effet néfaste de la loi d'amnistie a également été souligné par le Conseil, car elle a eu un impact négatif sur la confiance des communautés ethniques en Croatie.
Agissant en vertu du chapitre VII de la Charte des Nations unies, le Conseil a réaffirmé l'importance qu'il attache à la mise en œuvre intégrale de tous les accords par les parties et à la pleine coopération avec les Nations unies et les organisations internationales. En même temps, il a souligné l'importance du respect des droits de l'homme de tous les groupes ethniques, d'autant plus que la Croatie fait obstacle au retour des réfugiés. Il a été rappelé aux Serbes des trois régions d'adopter une attitude constructive en vue de leur réintégration dans le reste de la Croatie. Il a été demandé que toutes les ambiguïtés de la loi d'amnistie soient levées et qu'elle soit appliquée de manière équitable.
Le Conseil de sécurité a approuvé les plans de restructuration de l'ATNUSO par le retrait de la composante militaire et la dévolution des pouvoirs exécutifs. Elle a été invitée à coopérer avec la Force de stabilisation autorisée par la résolution 1088 du Conseil de sécurité des Nations unies (1996) en Bosnie-Herzégovine voisine. Le secrétaire général a été chargé de faire rapport au Conseil avant le 6 octobre 1997 sur les aspects liés à la réintégration de la région. Il était important que la région soit démilitarisée et qu'un régime frontalier libéral soit établi. Enfin, le gouvernement croate a été invité à lancer un programme de réconciliation nationale.